# Besleria floribunda
Besleria floribunda är en tvåhjärtbladig växtart som beskrevs av Karl Fritsch. Besleria floribunda ingår i släktet Besleria och familjen Gesneriaceae. Inga underarter finns listade i Catalogue of Life.